# 小短尖虎耳草
小短尖虎耳草（学名：Saxifraga mucronulata）为虎耳草科虎耳草属下的一个种。

## 扩展阅读
維基物種上的相關：小短尖虎耳草